# Крал
Крал или кралица е монархическа титла, разпространена в западните славянски езици. Произлиза от името на Карл Велики (Шарлеман), кайзер на Свещената Римска империя. Държавата, начело на която стои крал, се нарича кралство. Кралят е суверен владетел, чието старшинство (или владетелско достойнство) е по-ниско от това на император и по-високо от това на суверен принц (княз).

## Други значения
В съвременния български език титлата е придобила второ, преносно значение на крупен, важен, най-виден, изтъкнат или главен представител на някой клон от производството, търговията, спорта, музиката (пр. Елвис – кралят на рока) и пр.